# Isonychus bahianus
Isonychus bahianus är en skalbaggsart som beskrevs av Frey 1974. Isonychus bahianus ingår i släktet Isonychus och familjen Melolonthidae. Inga underarter finns listade i Catalogue of Life.